# Folke Holtz
Anders Gustav Folke Holtz, född 14 december 1892 i Stockholm, död 14 augusti 1964, var en svensk läkare.
Holtz, som var son till musikdirektör Alfred Holtz och Bertha Johansson, blev efter studentexamen 1911 medicine kandidat 1914, medicine licentiat 1918 och medicine doktor 1930 på avhandlingen Klinische Studien über die nicht tuberkulose Salpingo-oophoritis, allt i Stockholm. 
Holtz blev underläkare på Falköpings lasarett 1920, amanuens vid kvinnokliniken på Sabbatsbergs sjukhus 1923, var amanuens vid obstetriska kliniken på Allmänna barnbördshuset 1925–1928, praktiserande läkare i Göteborg 1928–1930, läkare på sjukstugan i Kopparberg 1930–1933, distriktsläkare i Gävle 1934, biträdande läkare på Södra barnbördshuset 1936–1943, lärare vid Stockholms barnmorskeläroanstalt 1936–1957, docent i obstetrik och gynekologi vid Uppsala universitet 1935, vid Karolinska institutet 1936–1958 och tilldelades professors namn 1955. 
Holtz studerade vid kirurgiska, obstetriska och gynekologiska kliniker i Paris 1919–1920. Han blev vice president i Internationella gynekologförbundet 1952, hedersledamot av franska gynekologsällskapet 1957 och av portugisiska gynekologsällskapet 1959. Han var bataljonläkare i Fältläkarkårens reserv 1930–1957. Han författade ett 40-tal skrifter huvudsakligen inom gynekologi och obstetrik.